# Aire d'attraction de Montélimar
L'aire d'attraction de Montélimar est un zonage d'étude défini par l'Insee pour caractériser l’influence de la commune de Montélimar sur les communes environnantes. Publiée en octobre 2020, elle se substitue à l'aire urbaine de Montélimar, qui comportait 29 communes dans le zonage de 2010.

## Définition
L'aire d'attraction d'une ville est composée d’un pôle, défini à partir de critères de population et d’emploi ainsi que d’une couronne constituée des communes dont au moins 15 % des actifs travaillent dans le pôle. Le pôle d’attraction constitue ainsi un point de convergence des déplacements domicile-travail,.

## Géographie
L’aire d'attraction de Montélimar est une aire inter-départementale qui comporte 45 communes : 35 situées dans la Drôme et 10 dans l'Ardèche. 

### Carte

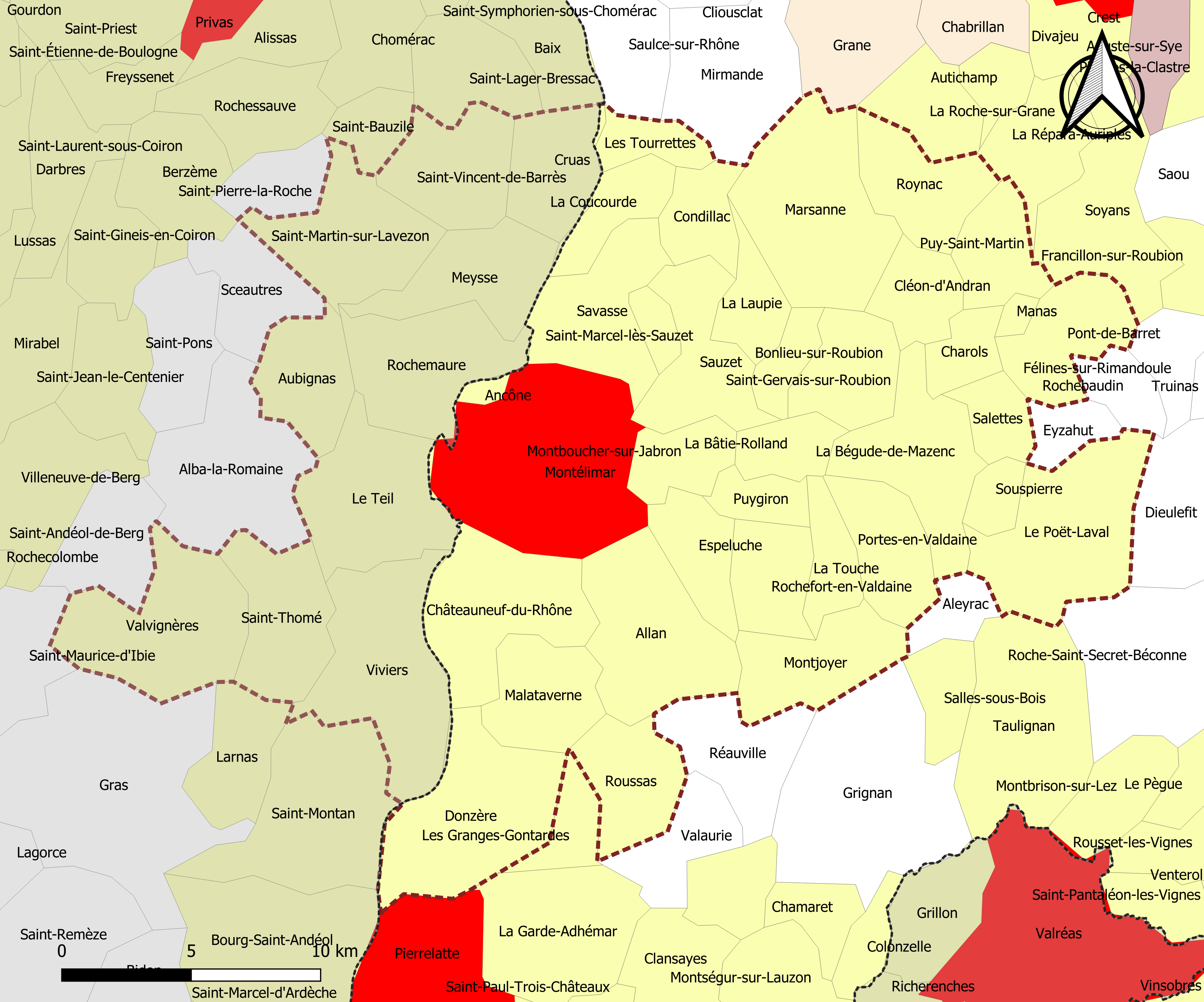
Carte de l'aire d'attraction de Montélimar.
Commune-centre
Commune de la couronne

### Composition communale
| Nom                         | Code Insee | Département | Statut                 | Superficie (km2) | Population (dernière pop. légale) | Densité (hab./km2) | Modifier                                    |
| --------------------------- | ---------- | ----------- | ---------------------- | ---------------- | --------------------------------- | ------------------ | ------------------------------------------- |
| Montélimar (commune-centre) | 26198      | Drôme       | commune-centre         | 46,81            | 40 356 (2022)                     | 862                | modifier les données · modifier les données |
| Aubignas                    | 07020      | Ardèche     | commune de la couronne | 15,42            | 477 (2022)                        | 31                 | modifier les données · modifier les données |
| Cruas                       | 07076      | Ardèche     | commune de la couronne | 15,45            | 2 954 (2022)                      | 191                | modifier les données · modifier les données |
| Meysse                      | 07157      | Ardèche     | commune de la couronne | 19,18            | 1 380 (2022)                      | 72                 | modifier les données · modifier les données |
| Rochemaure                  | 07191      | Ardèche     | commune de la couronne | 24,33            | 2 250 (2022)                      | 92                 | modifier les données · modifier les données |
| Saint-Martin-sur-Lavezon    | 07270      | Ardèche     | commune de la couronne | 23,54            | 430 (2022)                        | 18                 | modifier les données · modifier les données |
| Saint-Thomé                 | 07300      | Ardèche     | commune de la couronne | 19,65            | 475 (2022)                        | 24                 | modifier les données · modifier les données |
| Saint-Vincent-de-Barrès     | 07302      | Ardèche     | commune de la couronne | 19,10            | 827 (2022)                        | 43                 | modifier les données · modifier les données |
| Le Teil                     | 07319      | Ardèche     | commune de la couronne | 26,59            | 8 812 (2022)                      | 331                | modifier les données · modifier les données |
| Valvignères                 | 07332      | Ardèche     | commune de la couronne | 29,78            | 438 (2022)                        | 15                 | modifier les données · modifier les données |
| Viviers                     | 07346      | Ardèche     | commune de la couronne | 34,15            | 3 659 (2022)                      | 107                | modifier les données · modifier les données |
| Allan                       | 26005      | Drôme       | commune de la couronne | 28,81            | 1 927 (2022)                      | 67                 | modifier les données · modifier les données |
| Ancône                      | 26008      | Drôme       | commune de la couronne | 1,59             | 1 353 (2022)                      | 851                | modifier les données · modifier les données |
| La Bâtie-Rolland            | 26031      | Drôme       | commune de la couronne | 8,33             | 1 068 (2022)                      | 128                | modifier les données · modifier les données |
| La Bégude-de-Mazenc         | 26045      | Drôme       | commune de la couronne | 23,62            | 1 739 (2022)                      | 74                 | modifier les données · modifier les données |
| Bonlieu-sur-Roubion         | 26052      | Drôme       | commune de la couronne | 6,05             | 456 (2022)                        | 75                 | modifier les données · modifier les données |
| Charols                     | 26078      | Drôme       | commune de la couronne | 7,31             | 957 (2022)                        | 131                | modifier les données · modifier les données |
| Châteauneuf-du-Rhône        | 26085      | Drôme       | commune de la couronne | 27,27            | 2 807 (2022)                      | 103                | modifier les données · modifier les données |
| Cléon-d'Andran              | 26095      | Drôme       | commune de la couronne | 10,25            | 989 (2022)                        | 96                 | modifier les données · modifier les données |
| Condillac                   | 26102      | Drôme       | commune de la couronne | 9,57             | 133 (2022)                        | 14                 | modifier les données · modifier les données |
| La Coucourde                | 26106      | Drôme       | commune de la couronne | 11,15            | 1 214 (2022)                      | 109                | modifier les données · modifier les données |
| Donzère                     | 26116      | Drôme       | commune de la couronne | 32,06            | 5 981 (2022)                      | 187                | modifier les données · modifier les données |
| Espeluche                   | 26121      | Drôme       | commune de la couronne | 11,33            | 1 137 (2022)                      | 100                | modifier les données · modifier les données |
| La Laupie                   | 26157      | Drôme       | commune de la couronne | 9,68             | 776 (2022)                        | 80                 | modifier les données · modifier les données |
| Malataverne                 | 26169      | Drôme       | commune de la couronne | 16,68            | 2 238 (2022)                      | 134                | modifier les données · modifier les données |
| Manas                       | 26171      | Drôme       | commune de la couronne | 1,91             | 178 (2022)                        | 93                 | modifier les données · modifier les données |
| Marsanne                    | 26176      | Drôme       | commune de la couronne | 34,29            | 1 262 (2022)                      | 37                 | modifier les données · modifier les données |
| Montboucher-sur-Jabron      | 26191      | Drôme       | commune de la couronne | 9,80             | 2 559 (2022)                      | 261                | modifier les données · modifier les données |
| Montjoyer                   | 26203      | Drôme       | commune de la couronne | 18,02            | 277 (2022)                        | 15                 | modifier les données · modifier les données |
| Le Poët-Laval               | 26243      | Drôme       | commune de la couronne | 31,22            | 958 (2022)                        | 31                 | modifier les données · modifier les données |
| Pont-de-Barret              | 26249      | Drôme       | commune de la couronne | 16,60            | 659 (2022)                        | 40                 | modifier les données · modifier les données |
| Portes-en-Valdaine          | 26251      | Drôme       | commune de la couronne | 15,04            | 455 (2022)                        | 30                 | modifier les données · modifier les données |
| Puygiron                    | 26257      | Drôme       | commune de la couronne | 6,68             | 447 (2022)                        | 67                 | modifier les données · modifier les données |
| Puy-Saint-Martin            | 26258      | Drôme       | commune de la couronne | 11,65            | 834 (2022)                        | 72                 | modifier les données · modifier les données |
| Rochefort-en-Valdaine       | 26272      | Drôme       | commune de la couronne | 12,80            | 359 (2022)                        | 28                 | modifier les données · modifier les données |
| Roussas                     | 26284      | Drôme       | commune de la couronne | 16,07            | 400 (2022)                        | 25                 | modifier les données · modifier les données |
| Roynac                      | 26287      | Drôme       | commune de la couronne | 17,06            | 480 (2022)                        | 28                 | modifier les données · modifier les données |
| Saint-Gervais-sur-Roubion   | 26305      | Drôme       | commune de la couronne | 14,57            | 1 088 (2022)                      | 75                 | modifier les données · modifier les données |
| Saint-Marcel-lès-Sauzet     | 26312      | Drôme       | commune de la couronne | 3,98             | 1 231 (2022)                      | 309                | modifier les données · modifier les données |
| Salettes                    | 26334      | Drôme       | commune de la couronne | 6,98             | 143 (2022)                        | 20                 | modifier les données · modifier les données |
| Sauzet                      | 26338      | Drôme       | commune de la couronne | 19,19            | 1 834 (2022)                      | 96                 | modifier les données · modifier les données |
| Savasse                     | 26339      | Drôme       | commune de la couronne | 22,01            | 1 630 (2022)                      | 74                 | modifier les données · modifier les données |
| Souspierre                  | 26343      | Drôme       | commune de la couronne | 5,25             | 108 (2022)                        | 21                 | modifier les données · modifier les données |
| La Touche                   | 26352      | Drôme       | commune de la couronne | 8,29             | 260 (2022)                        | 31                 | modifier les données · modifier les données |
| Les Tourrettes              | 26353      | Drôme       | commune de la couronne | 7,34             | 1 084 (2022)                      | 148                | modifier les données · modifier les données |

## Démographie
Cette aire est catégorisée dans les aires de 50 000 à moins de 200 000 habitants, une catégorie qui regroupe 18,4 % de la population au niveau national,.